# Oskar Rangner
Oskar Emanuel Magnus Rangner, född 29 december 1914 i Stockholm, död 19 maj 1986 i Nemours i Frankrike, var en svensk konstnär och skådespelare, medlem i Konstnärernas Riksorganisation (KRO) från 1955 och medlem i Svenska teaterförbundet från 1976. Han var gift med Röda Korssystern Märta, född Gustafsson. 

## Biografi
Han föddes i Vasastan i Stockholm som son till förrådsarbetaren Oskar Abraham Rangner och Anna, född Magnusson. I unga år  arbetade han springschas på Tidens förlag och  som konfektgrabb på Berns salonger ochDramaten.  Vid 21 års ålder drabbades han av polio.Studerade på Birkgårdens folkhögskola under 1935-36   Han påbörjade en yrkesutbildning till skomakare  vid Stockholms stads verkstadsskola, men bytte till  två åriga fotografutbildningen vid samma skola. Han tillhörde utbildningens  första kull av elever.  Intresset för att teckna och måla hade väckts under fotoutbildningen så han tog lektioner i bl. a teckning vid Tekniska aftonskolan.  Detta ledde till att han  började han som elev i Isaac Grünewalds målarskola  1944.  Under krigsåren 1943–1945 var Rangner krigsplacerad som fotograf vid A6 i Jönköping och som luftbevakare i  Karlskoga i Värmland. Vid ett fritidsexpo 1945 på A6 i Jönköping deltog han med två verk, en oljemålning och en teckning, som han erhöll första och andra pris för. Efter andra världskrigets slut börja Rangner att göra resor i Sverige och utomlands för att förkovra sig i måleriet. 1947 cyklade han genom Sverige till Danmark via  Öland, Småland och Skåne. Under 1947-1950 målade han gärna friluftsmåleri från bland annat Stockholms området. 1949 deltog han i en stipendieutställning. Han erhöll stipendium från Per Albinfonden för studievistelse i 1950 , där han stannade i sex månader. 1951 reste han till Rom  och Wien 1952 till Blanes i Spanien. 1954 åkte han till dåvarande  Jugoslavien där han vistades i  Dubrovnik.
Var tillsammans med  Hans Ekvall idégivarna till Galleri 52 . Ett galleri som var avsedd som utställningslokal för Unga konstnärer . Detta galleri uppstod efter en debatt om kommunala konstsalonger.  Tillsammans med Tage Björk och Ingvar Elén ställde han ut på Tidningscentralen i  Landskrona 1953.  Vid sin första separatutställning 1954 på De Unga visade han måleri från sina resor till Spanien och Italien. Han ställde också ut tillsammans med Elis Säfbom på Galleri S:t Nikolaus i  Gamla Stan Stockholm 1960 Han deltog även i ett antal grupputställningar arrangerade av konstföreningar. I mars 1968 skapade ett tillfälligt galleri då han hyrde en rivningshus på Drottning gatan 32, kallad  Tre Salong. Huset delades i tre galleri med konstnärsvännerna Eugen Budrys och Per Målare 
Från 1946 till 1960  består hans måleri enbart av landskapsmåleri som han målade från sina olika resor till bland annat Gotland, Öland, Kullaberg, Arild, Paris, Rom, Dubrovnik och Blanes.  . Han målar i hela färgfält motiv med byggnader och i viss mån landskap. Han räknade sig själv som Purist. 
Genom kontakt 1954  med dansaren koreografen Lia Schubert och hennes start 1957 av Balettakademin på Brunnsgatan började Rangner 1958  att teckna dansrörelse  Han  tecknade med blyerts, bläck och tusch. Motiven han tecknade var rörelser från den klassisk balettens repertoar såsom pas de deux, piruett och pas de chat.  Rangner undervisade även på Konstskolan Idun Lovén  mer känd som Idun Lovéns målarskola. Han undervisade våren 1960 på dagskolan och ledde en kvällskurs i att teckna dansrörelse.   När sedan fridansen och framför allt jazzbaletten introducerades 1960 genom Walter Nicks   blev hans motiv de friare rörelserna så som jazzbalettens rörelse "contraction and reléase".  Se bild. Han ställde sig frågan Hur kan man återge  en dansares förflyttning i  rummet. Med utgångspunkt från sina  teckningar, fotografier från Balettakademin om vandlar han dessa till oljemålningar och skulpturer, exempelvis skulpturen  "Han och Hon", ett pas de deux (nu placerad på Bommersvik),    Skulpturen var inspirerad av  Rangners studier av dansare på  Berns salonger " Berns Barn".Andra dansrörelser var  piruetten "Piruette "(i privat ägo) och "Pas de Chat" (en gåva från Svenska riksteatern till Birgit Cullbergs födelsedag). Vid sidan av motiv från dans och rörelse målade han porträtt av dansare.  Han målade även  motiv från Stockholm och Gotland. 
Vid sidan av konstnärskapet var han mycket intresserad av teater. Han var vid unga år medlem i amatörteatersällskapet   Scenfåglarna. Senare kom Rangner att statera och ha mindre roller i olika produktioner vid Stockholms stadsteater (Lonnertgruppen). Ivar Harrie, Expressen nämner honom i en recension  av föreställningen av Connection vid Stockholms stadsteater: "hade verkningsbara entréer som tyst liten man med grammofon (han hör till slumsystrarna och narkomanernas värld)". Han medverkade också på Dramaten i uppsättningar regisserade av Per Verner-Carlsson samt i Marionetteaterns uppsättning av Divina Commedia. Han var även med  i Mai Zetterlings film "Flickorna" .Han var även reklammodell. Från 1958 och fram till sin död 1986 hade han sommarateljé i Fröjel Gotland. Rangner är begravd  på Stockholm Norra Begravningsplatsen.

## Resor
- 1947 Öland Danmark Tyskland
- 1950 Paris Frankrike
- 1951 Rom och Wien  Italien  Österrike
- 1952 Barcelona,Blanes,  Spanien
- 1953 Arild
- 1954 Dubrovnik, Split, reste med Lia Schubert och Sten Lonnert [5]
- 1957 Lofoten, Anna Bobergs hus. Norge
- 1976 Capri Italien
- 1980 St. Petersburg Ryssland
- 1982 Bretagne  Frankrike
- 1984 Oxford  Storbritannien

## Utställningar
- 1945 Fritidsexpo Jönköping arrangerat av A6 i gamla Rådhuset 4 oljemålningar 2 teckningar
- 1949 Stipendieutställning Stockholm
- 1952 Galleri 52 Konstnärernas eget galleri Vasagatan 13
- 1953 Tidningscentralen i Landskrona ( landskap från Arild)
- 1954 sept. De unga salong Stockholm  ( debututställning)
- 1960 Galleri St. Nicolaus Stockholm  (dansteckningar)
- 1968 Tre Salong  i utställning i egen regi  Drottninggatan 32  Stockholm (Dansmåleri Skulptur)
- 1976 Gröna Paletten  Odengatan Stockholm  (Stockholms motiv)
- 1986  Stockholms fria konstnärsmässa monter 21 Wasahamnen Djurgården Stockholm (Dansmåleri)

## Representerad
- Bommersvik  SSU:s kursgård
- Folkets hus Stockholm
- Folkets hus och gårdar
- Södertälje kommun
- Scenkonstmuseet
- Rönneberga Kursgård, Lidingö
- Arkiv  knutet till Musik och teaterbiblioteket. A363

## Teaterroller
- 1960 Stockholms studentteater  Vinst varje gång Michael Almaz regi Sten Lonnert
- 1963 Connection Stockholm stadsteater, regi Sten Lonnert
- 1964 Jean Genet Skärmarna    Stockholms stadsteater regi  Per Verner Carlsson
- 1966 Le Roi Jones Nigger Stockholms stadsteater  regi Sten Lonnert
- 1966 Tunnelbanan i regi av Sten Lonnert på Stockholms stadsteater[källa behövs]
- 1968 Edvard Bond Tidig Morgon[6] Dramatiska teatern regi Per Verner  Carlsson
- 1970 Marionetteatern Divina Commedia regi Michael Meschke
- 1975 Tribadernas natt skriven av P.O. Enquist på Dramaten[6] regi  Per Verner Carlsson

## Källor

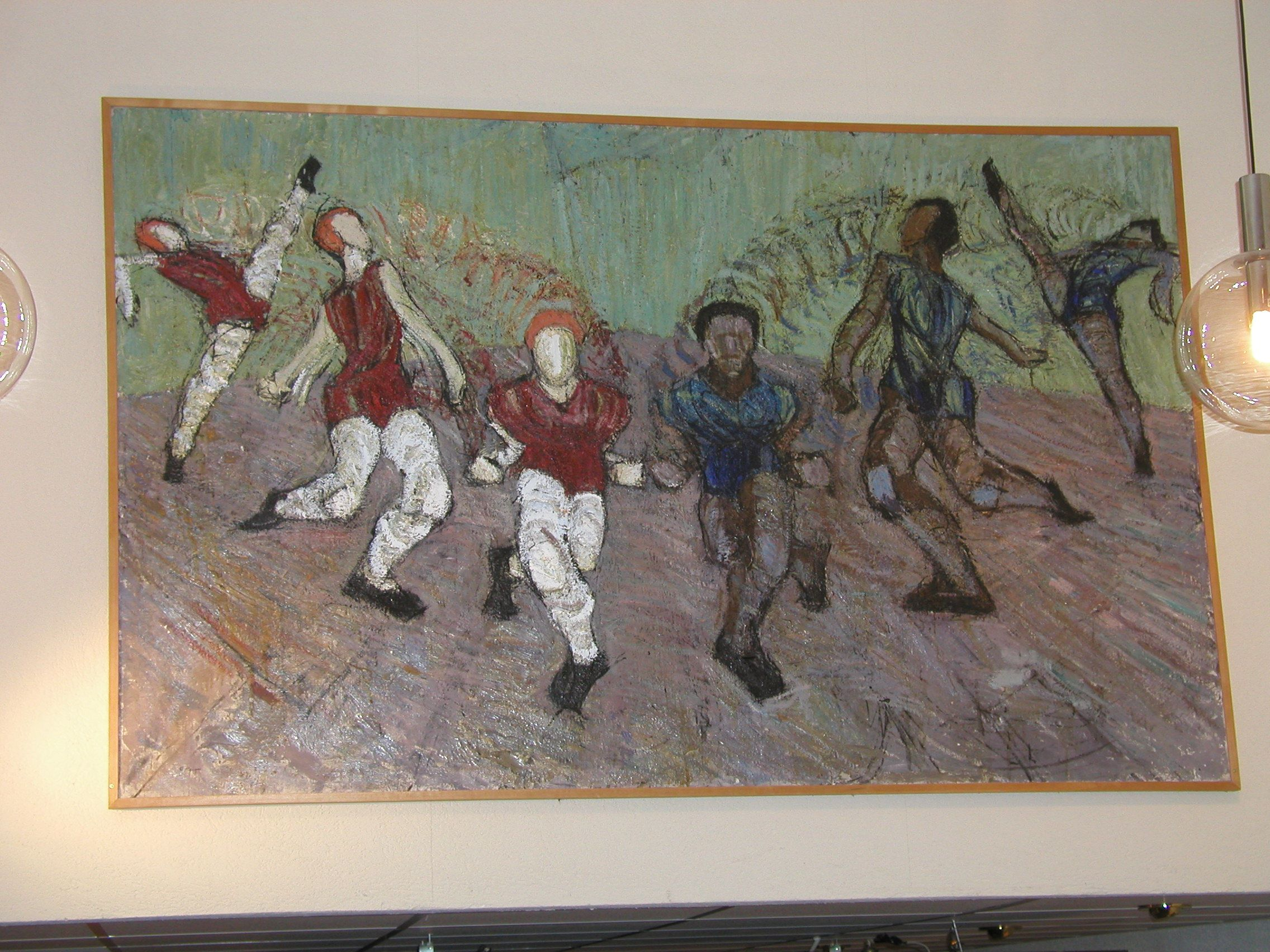
Jazzbalett I mitten av målning två figurer, kvinnlig och manlig figur. Kvinnan röd dräkt och vit kropp. Mannen har blå dräkt och mörk kropp. Båda går hukande med händerna framför sig som om de knäppte med fingrarna. Bakom dessa två mittfigurer ses ytterligare två figurer med samma utseende men de gör andra rörelser. Målningen visar två figurer som gör olika dans moment i rummet. Mellan dessa figurer finns sk. fartsträck eller kvarvarande rörelse moment som " fastnat " i rummet. Färgerna i rummet är två dominerade. Golvet grågult väggarna ljusgröna.

## Filmografi
Enligt Svensk Filmdatabas:
- 1968 – Flickorna
- 1975 – Skärseld
- 1977 – Ett tecken
- 1979 – Repmånad